# Тавнлі Гаас
Тавнлі Гаас (англ. Townley Haas, нар. 13 грудня 1996, Ричмонд, Вірджинія, США) — американський плавець, олімпійський чемпіон 2016 року, чемпіон світу.

## Виступи на Олімпійських іграх
| Олімпіада | Дисципліна             | Місце |
| --------- | ---------------------- | ----- |
| Ріо 2016  | 200 м вільним стилем   | 5     |
| Ріо 2016  | 4x200 м вільним стилем | 1     |